# Norwegisch-Schottischer Krieg (1249)
Der Norwegisch-Schottische Krieg von 1249 war eine militärische Auseinandersetzung zwischen Norwegen und Schottland um den Besitz der westschottischen Inseln.

## Vorgeschichte

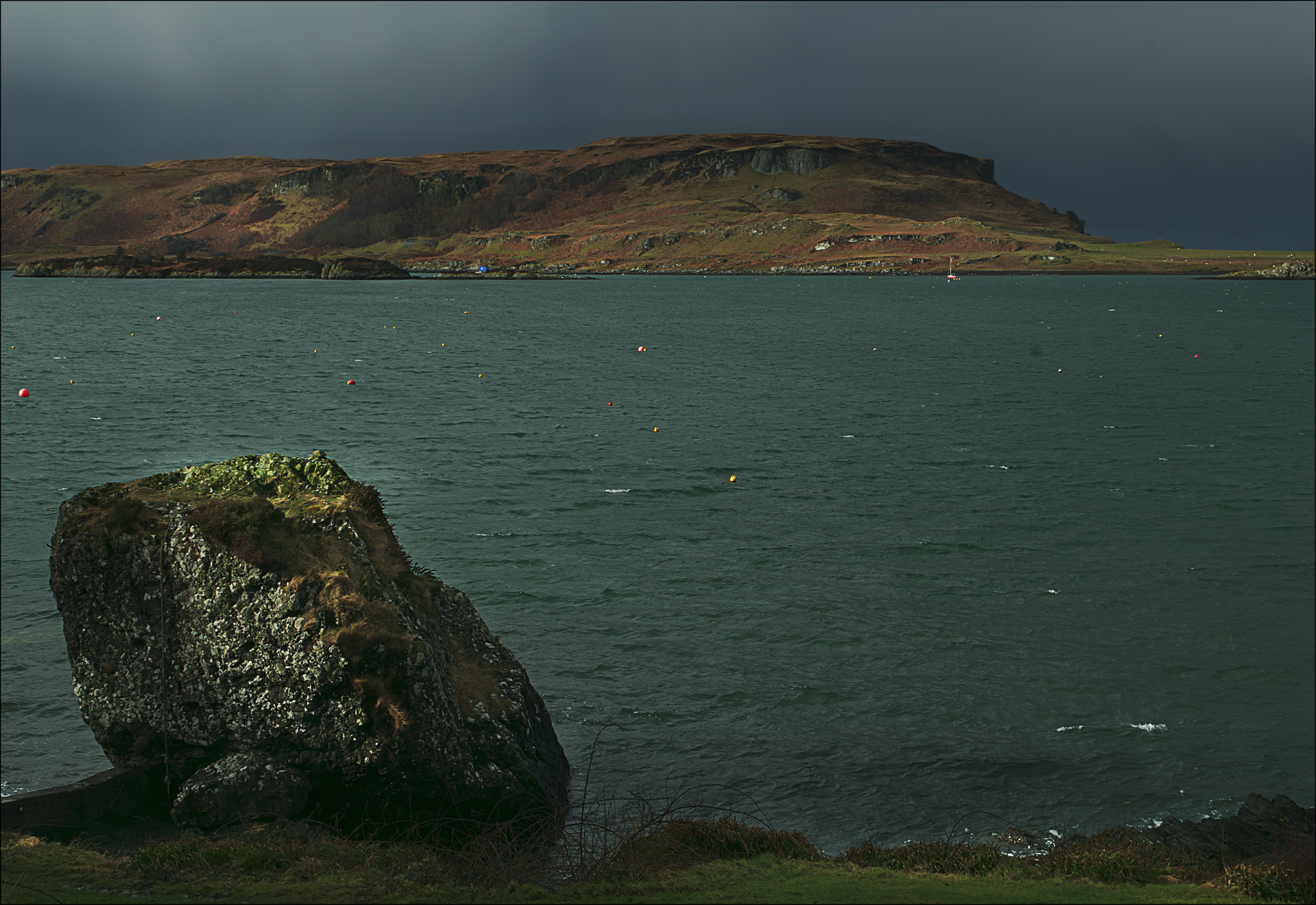
Die Insel Kerrera, auf der der schottische König Alexander II. während des Kriegs starb. Fotografie von 2015.

Die westschottischen Inseln standen seit dem 9. Jahrhundert unter norwegischer Oberhoheit. Noch 1230 hatte eine norwegische Flotte durch einen Feldzug die norwegische Oberhoheit über die Inseln gesichert. In den nächsten Jahren konnte der norwegische König Håkon IV. seine Oberhoheit weiter festigen. Als Harald, der neue König der Isle of Man, 1237 versuchte, die norwegische Oberhoheit zu beenden, besetzte eine norwegische Flotte die Insel. Harald war gezwungen, 1239 nach Norwegen zu reisen und dem norwegischen König zu huldigen. In der Folge erkannten die Lords der westschottischen Inseln den norwegischen König als unangefochtenen Oberherrn an.
Der schottische König Alexander II. erkannte, dass die gestiegene Autorität des norwegischen Königs seine eigene Autorität auf dem westschottischen Festland, vor allem in Argyll, schwächte. Ewen Macdougall, der Lord of Lorne, war für Argyll Untertan des schottischen Königs, doch dazu war er auch König der westschottischen Inseln, wobei er dem norwegischen König untertan war. Um seine Stellung zu stärken, versuchte nun Alexander II., die untereinander oft zerstrittenen Lords der westschottischen Inseln unter Druck zu setzen. Dazu soll er nach nordischen Sagas 1244 zwei schottische Bischöfe zum norwegischen König gesandt haben, um diesen zum Verkauf der Inseln zu bewegen. Allerdings gibt es hierfür keine Belege aus Schottland. Möglicherweise ist dieses Kaufangebot nur eine literarische Erfindung der nordischen Sagas, die vermutlich nach dem Verlust der westschottischen Inseln nach 1266 verfasst wurden. Der norwegische König soll auch trotz wiederholter Angebote nicht zu einem Verkauf der Inseln bereit gewesen sein. Der englische König Heinrich III., der sich bislang als Schutzherr der westschottischen Inseln betrachtet hatte, griff in den Konflikt zwischen dem schottischen und norwegischen König nicht vermittelnd ein. Stattdessen ermunterte er dem im Exil lebenden schottischen Baron Walter Bisset, das von ihm besetzte Dunaverty Castle in Westschottland zu verstärken. Daraufhin eroberte 1248 Alan Fitzcount, ein unehelicher Sohn von Thomas, Earl of Atholl, die Burg und nahm Bisset gefangen.

## Schottischer Feldzug von 1249 und Tod des Königs
Als der inzwischen eng mit dem norwegischen König verbündete König Harald of Man 1248 auf der Rückreise von Norwegen nach Westschottland ertrank, befürchtete der norwegische König, dass der schottische König das entstandene Machtvakuum auf den westschottischen Inseln ausnutzen wollte. Er ernannte Ewen Macdougall zum neuen König der Inseln und sandte ihn umgehend zurück nach Westschottland, um die Inseln gegen einen schottischen Angriff zu verteidigen. Alexander II. hatte vermutlich von Walter Bisset, der spätestens im Januar 1249 in seiner Gunst stand, umfangreiche Informationen über die Lage auf den westschottischen Inseln erhalten. Mitte Februar 1249 hielt der König in Stirling eine Ratsversammlung ab, an der Earl of Buchan, der Earl of Mar und Bischof Clement von Dunblane teilnahmen und in der wahrscheinlich über die Lage in Argyll beraten wurde. Dann berief der König Ewen Macdougall zu sich. Dieser war sich seiner schwierigen Lage bewusst und verlangte die Stellung von vier Earls als Geiseln, ehe er den schottischen König treffen wollte. Alexander II. hielt Macdougall vor, dass er nicht zwei Herren gleichzeitig dienen könne. Er forderte von Macdougall die Übergabe von Cairnburgh Castle und drei weiteren Burgen, was dieser ablehnte.
Offenbar hatte der schottische König bereits vor dem Zusammentreffen der Ratsversammlung in Stirling eine Armee aufgeboten und Schiffe für einen Feldzug bereitstellen lassen, doch die Zusammenstellung der Flotte und selbst wo sie sich sammelte, ist unklar. Sie wurde allerdings nicht am Solway Firth zusammengezogen, was darauf hindeutet, dass die Isle of Man nicht ihr Hauptziel war. Ausgangspunkt des schottischen Feldzugs war vermutlich das königliche Tarbert Castle am Firth of Clyde.  Der Armee gehörten die Aufgebote von mindestens vier schottischen Earls an. Vom Clyde zog die Flotte nach Norden. Anfang Juli 1249 ankerte sie in der Meerenge vor der Insel Kerrera, nur etwa zehn Kilometer von Dunstaffnage Castle, dem Hauptsitz von Ewen Macdougall, entfernt. Angesichts der schottischen Übermacht war Macdougall zu Verhandlungen bereit. Der schottische König wollte ihn jedoch ganz aus Argyll vertreiben, wobei er ihm aber andere Besitzungen als Entschädigung anbot. Dies lehnte Macdougall ab und flüchtete auf die Insel Lewis. Der schottische König wollte nun die Inseln im Besitz von Macdougall angreifen, doch er erkrankte und starb am 8. Juli 1249 in seinem Feldlager auf Kerrera. Daraufhin wurde der Feldzug abgebrochen.
Was der schottische König nach der Eroberung von Argyll geplant hatte, ist unklar. Nach der Chronicle of Man war sein Ziel die Eroberung des Königreichs der Inseln gewesen, während nach der Chronicle of Melrose Alexander II. nur seine Herrschaft in Argyll erweitern wollte. Möglicherweise war der schottische König im Frühjahr 1249 wirklich nur darauf bedacht gewesen, einen Vasallen zu unterwerfen, dessen Verhalten seit den 1240er Jahren nicht seinen Wünschen entsprochen hatte. Dabei kümmerte er sich scheinbar überhaupt nicht um die Folgen seiner Politik gegenüber dem norwegischen König.

## Folgen
Obwohl der schottische Feldzug nicht die völlige Unterwerfung von Ewen Macdougall erreicht hatte, war dieser aus Argyll und Lorne auf dem schottischen Festland vertrieben worden. Dazu war es den Schotten gelungen, dass das Bistum Argyll nicht mehr von Lord of Argyll beherrscht wurde, sondern schottischen Bischöfen unterstellt wurde. Das eroberte Lorne wurde in der Folge von königlichen Vögten verwaltet. Erst auf Vermittlung des englischen Königs erhielt Ewen Macdougall 1255 Lorne zurück. Der Sohn und Nachfolger von Alexander II., Alexander III., setzte die Politik seines Vaters fort, nachdem er volljährig geworden war. Dies führte ab 1263 zu einem weiteren Krieg mit Norwegen.